# Gheorghe Gheorghiu-Dej
Gheorghe Gheorghiu-Dej (Bârlad 8 de novembre de 1901 - Bucarest 19 de març de 1965) fou un polític romanès, secretari general del Partit Comunista Romanès i primer ministre i president de la República Popular de Romania.
Va néixer en el si d'una família obrera, essent molt jove entra a treballar com a ferroviari als Căile Ferate Române on coneixeria els principals líders comunistes romamesos del moment. D'adolescent Gheorghiu-Dej va començar va començar militar al partit comunista Va ser arrestat l'any 1933 per participar en la Vaga General d'aquell mateix any. A la presó de Târgu Jiu va liderar juntament amb Chivu Stoica i Gheorghe Apostol una cèl·lula comunista, que un cop que fugí de la presó l'agost de 1944 seria la base d'on es reconstruiria el Partit Comunista Romanès quan aquest fou declarat de nou legal a la fi d'aquell any.
Com a secretari general del recentment declarat legal PCR, Gheorghiu-Dej es va adherir l'any 1945 al Front Nacional Democràtic liderat per Petru Groza. Va donar suport al govern que aquest va formar arran de les eleccions de l'any 1946 i que li donaren el poder. Dins del govern Groza va ocupar el càrrec de president del Consell Econòmic (que dirigia la vida econòmica romanesa) i entre els anys 1948 i 1952 fou vicepresident del Consell de Ministres i encarregat dels afers econòmics.
L'any 1952 fou nomenat primer ministre romanès i es va enfrontar amb la facció «moscovita» del PCR. Dins d'aquesta lluita i en ple procés de desestalinització que es produïa dins del Partit Comunista Romanès l'any 1954 va cedir la secretaria general del PCR a Gheorghe Apostol, però només un any després va tornar a recuperar el control del partit. Va establir de facto a Romania una dictadura personal i controlar tots els òrgans de poder a Romania, tot i que l'any 1955 deixava oficialment el seu càrrec de primer ministre per dedicar-se únicament a liderar el Partit Comunista Romanès.
L'any 1961 era nomenat president de la República Popular de Romania càrrec que ocuparia fins a la seva mort. Gheorghiu-Dej en el moment del seu nomenament com a president ja estava malalt de càncer, motiu pel qual molt abans del seu traspàs van començar les disputes entre els diferents sectors del PCR per veure quin d'aquests aconseguia el control del poder un cop que Gheorghiu-Dej morís. Amb la voluntat d'afavorir el sector més proper a ell va donar les ordres oportunes perquè un personatge secundari del règim comunista, Nicolae Ceausescu, que en aquell moment no ocupava cap lloc de responsabilitat clau dins del sistema, fos nomenat successor seu al capdavant de la Secretaria General del PCR, a la vegada que nomenava com a successor seu al capdavant de la presidència romanesa a Chivu Stoica, un experimentat polític que formava part del sector proper a Gheorghiu-Dej, sector enfrontat al liderat pel qui havia estat secretari general del PCR Gheorghe Apostol.
Gheorghe Gheorghiu-Dej moria el 19 de març de 1965 víctima del càncer, deixant ben lligada la seva successió al capdavant de tots els llocs claus del règim comunista. Va mostrar un clara voluntat de mantenir la teòrica independència del règim comunista romanès respecte a la Unió Soviètica, ja que tot i que en certs aspectes el mandat de Gheorghiu-Dej es va caracteritzar per un cert estalinisme d'estat, Romania sota el seu mandat ja començava a mostrar una voluntat de mantenir una certa independència respecte als soviètics, una orientació política que s'acabaria en accentuar al llarg del mandat de Nicolae Ceausescu, que en un principi era una opció temporal i que fou escollit pels homes forts del règim per poder-lo manegar i que acabà assolint el control absolut del partit i de Romania i va esdevenir un dictador que governà en solitari durant més de vint anys.